# Cardiochlamys velutina
Cardiochlamys velutina är en vindeväxtart som beskrevs av Hallier f. Cardiochlamys velutina ingår i släktet Cardiochlamys och familjen vindeväxter. Inga underarter finns listade i Catalogue of Life.